# Barranc d'Eloi
El Barranc d'Eloi, anomenat també barranc de Condó en el seu tram superior, a causa del Mas de Condó, proper al barranc, és un curs d'aigua intermitent dels termes de Castell de Mur (antic terme de Mur) i de Tremp (antic terme de Fígols de Tremp).
Es forma sota i al sud de lo Puiol, punt d'unió de la Serra de Montllobar i el Serrat del Puit, a 1.066 m. alt., i davalla cap al sud-sud-oest, passant a ponent de les restes del Mas de Condó; poc després rep el barranc de la Bassa. Poc després passa a ponent del lloc on hi hagué el Mas d'Eloi, on el barranc canvia el nom. Ja cap al final del seu recorregut rep per l'esquerra el barranc del Meüll, fins que al cap d'un tram de recorregut més, s'aboca en el barranc Gros.